# Allen Barbre
Allen Wade Barbre (født 22. juni 1984 i Neosho, Missouri, USA) er en amerikansk footballspiller, der spiller i NFL som offensive guard for Philadelphia Eagles. Han blev draftet til ligaen af Packers i 2007.

## Klubber
- Green Bay Packers (2007–2010)
- Seattle Seahawks (2010)
- Miami Dolphins (2010–2011)
- Seattle Seahawks (2011–2013)
- Philadelphia Eagles (2013–)